# Casa al carrer Lola Anglada, 17 (Tiana)
La casa al carrer Lola Anglada, 17 era un edifici de Tiana (Maresme) inclòs a l'Inventari del Patrimoni Arquitectònic de Catalunya.

## Descripció
Es tractava d'un edifici civil adossat a altres construccions pels murs laterals, format per una planta baixa i un pis, que presentava el carener paral·lel a la façana i era de petites dimensions.
Destacava pel portal de mig punt dovellat i per la finestra amb llinda, brancals i ampit de pedra. Els dos elements estaven arrebossats i a l'interior del portal s'hi havia construït una nova porta. A la planta baixa hi havia una petita espitllera.
El voladís de la cornisa estava fet de maó i teules. Els dos edificis del costat responien a les mateixes característiques, encara que conservaven el portal rodó.
L'edifici actual no presenta cap de les característiques de l'anterior.